# Héroe (arquetipo)

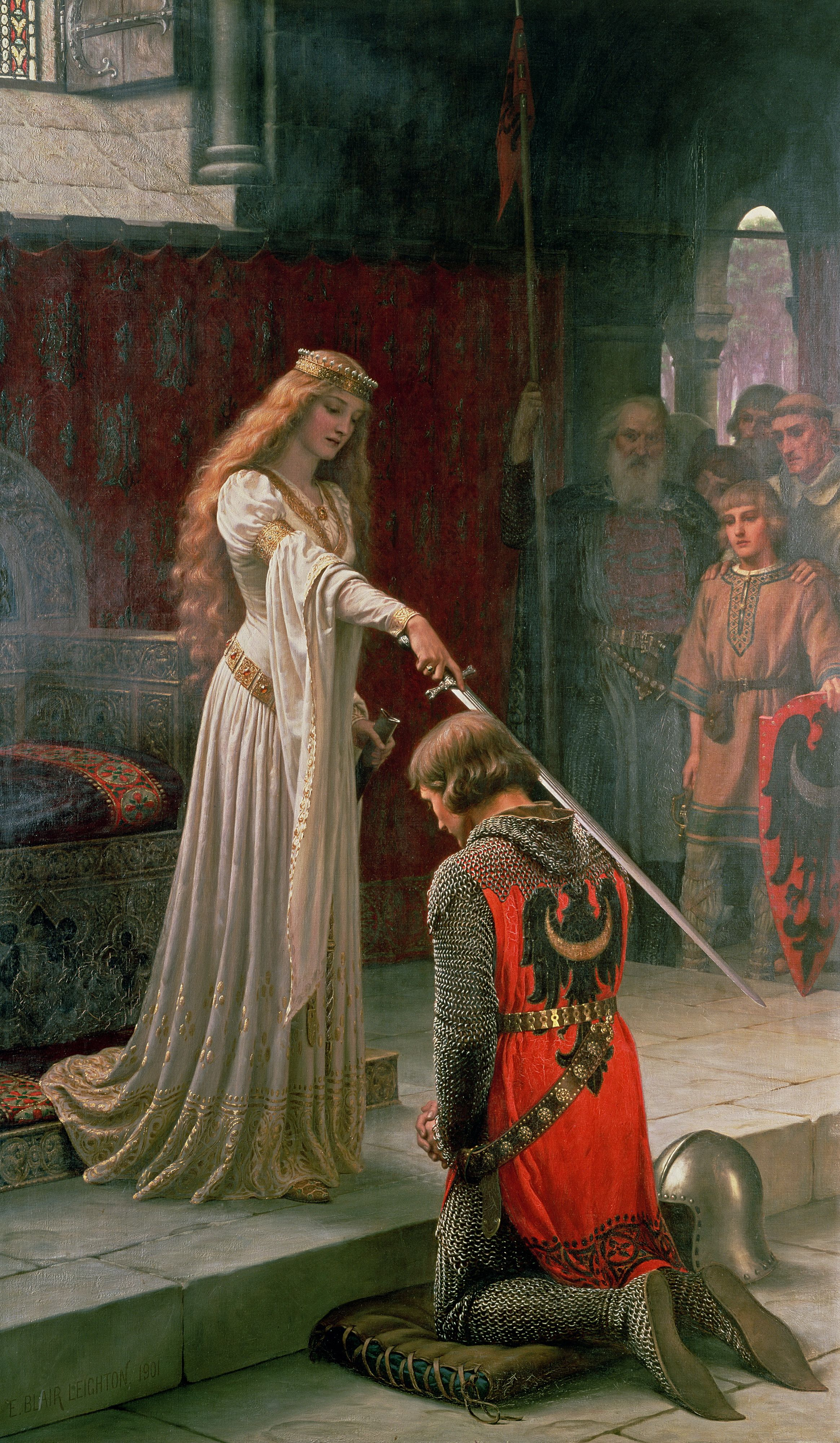
La investidura, de Edmund Blair Leighton. Óleo sobre lienzo, 1901.

El arquetipo del héroe es uno de los arquetipos de lo inconsciente colectivo en la psicología analítica de C. G. Jung.

## Características
Se trata de un motivo arquetípico basado en superar obstáculos y alcanzar ciertas metas. Según Jung, «la hazaña principal de héroe es el triunfo sobre el monstruo de las tinieblas: es la victoria esperada, anhelada, de la consciencia sobre lo inconsciente».
El mito del héroe es un drama inconsciente que solo aparece proyectado, de modo similar a los acontecimientos de la metáfora platónica de la gruta.
El héroe representa el sí-mismo inconsciente, que se presenta empíricamente como la suma y compendio de todos los arquetipos, incluyendo el padre o el viejo sabio. En este sentido, el héroe es su propio padre y se engendra a sí mismo.
Mitológicamente, el objetivo del héroe es encontrar el tesoro, la princesa, el anillo, el huevo de oro, el elixir de la vida, etc. Psicológicamente, estas son metáforas de sentimientos verdaderos y potenciales únicos. En el proceso de individuación, la tarea heroica es asimilar contenidos inconscientes en lugar de ser abrumados por ellos. El resultado potencial es la liberación de energía que ha sido ligada a complejos inconscientes.
En el mito y la leyenda, el héroe generalmente viaja en barco, lucha contra un monstruo marino, es tragado por este, evita ser mordido o aplastado hasta la muerte, y al llegar al vientre de la ballena, como Jonás, busca el órgano vital y lo corta, logrando así liberarse. Eventualmente debe regresar a sus orígenes y dar testimonio.

## Individuación: héroe y heroína

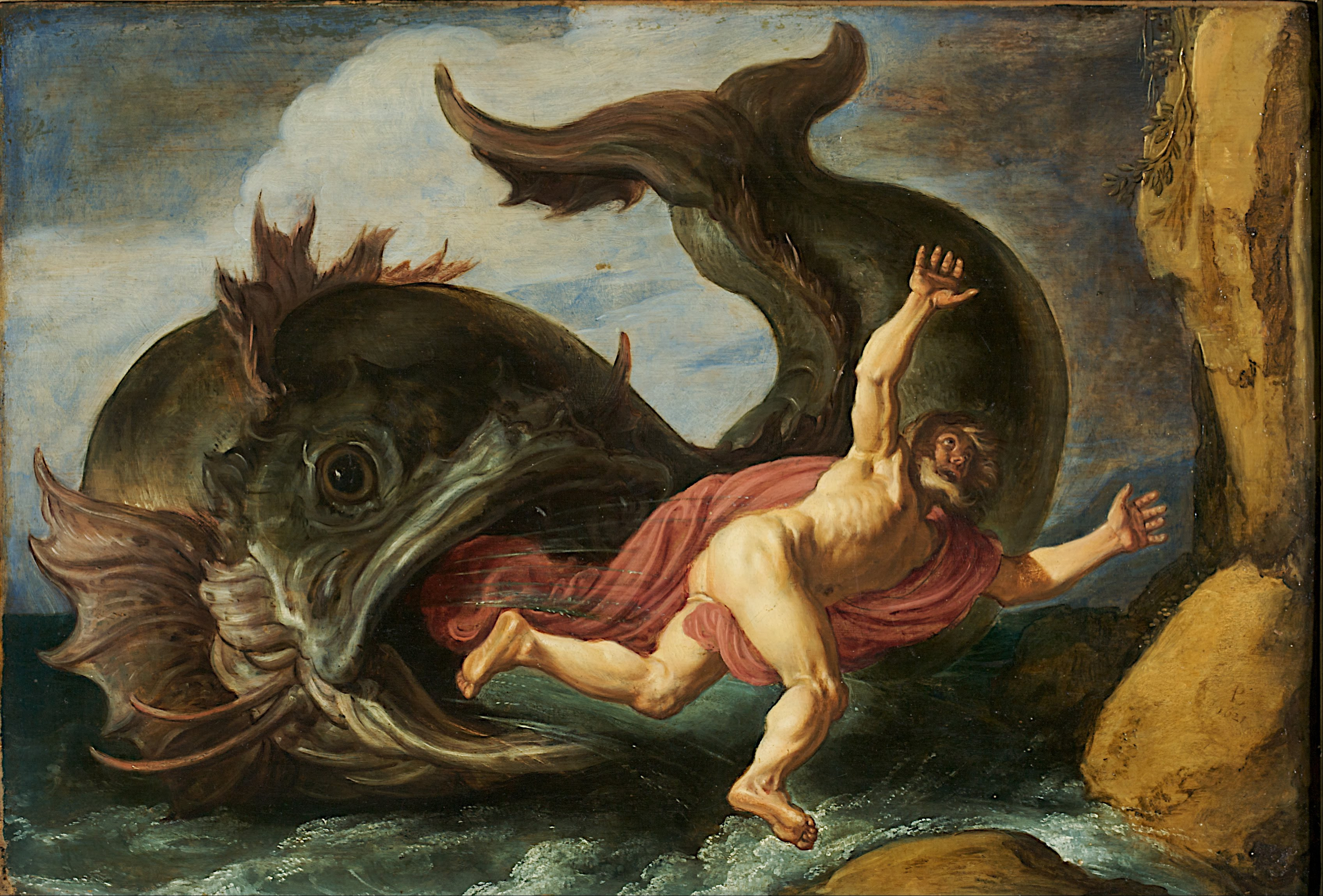
Pintura de Pieter Lastman ilustrando a Jonás y la ballena.

En términos de individuación de un hombre, el dragón-ballena es la madre o el ánima vinculado a la madre. El órgano vital que debe cortarse es el cordón umbilical. En palabras de Jung, «el héroe es un tipo ideal de vida viril. El hijo deja tras de sí a la madre, fuente de vida, impulsado por un anhelo inconsciente de poder llegar a reencontrarse con ella, regresar a su seno. Cada obstáculo que emerge en su vida y amenaza su ascensión ostenta vagamente los rasgos de la madre terrible, quien mina su fuerza con el veneno de la duda secreta y el anhelo retrospectivo».
En la psicología de una mujer, el viaje del héroe se vive a través de las hazañas mundanas del ánimus, o bien en una pareja masculina, a través de la proyección.